# ピグミーマーモセット
ピグミーマーモセット (Cebuella pygmaea) は、哺乳綱霊長目オマキザル科（キヌザル科あるいはマーモセット科とする説もあり）ピグミーマーモセット属に分類される霊長類あるいはその総称。2018年には、本種を2種に分割する説が提唱されている。
体格の極めて小さなサルで、ピグミーネズミキツネザルが再発見される1998年までは「世界最小のサル」とされていた。

## 分布
エクアドル、コロンビア、ブラジル、ペルー、ボリビア北部？のアマゾン盆地西部

## 形態
頭胴長（体長）12 - 16センチメートル。尾長17 - 23センチメートル。体重85 - 140グラム。真猿類では最小。属名Cebuellaは「小さいサル」の意。体毛は背面が黄褐色で、臀部には暗い斑模様が入る。耳前方に房状の毛がなく、耳は頬から生える長い毛でおおわれる。尾には淡い縞模様が入る。

## 分類
以前は旧マーモセット属Callithrixの亜属とする説もあった。2018年にミトコンドリアDNAシトクロムbやddRADseqの分子系統解析から、亜種を独立種とする説が提唱された。
以下の分類・英名は、Rylands et al. (2009) に従う。
- Cebuella pygmaea pygmaea (Spix, 1823) Western pygmy marmoset
- Cebuella pygmaea niveiventris Lönnberg, 1940 Eastern pygmy marmoset

## 生態

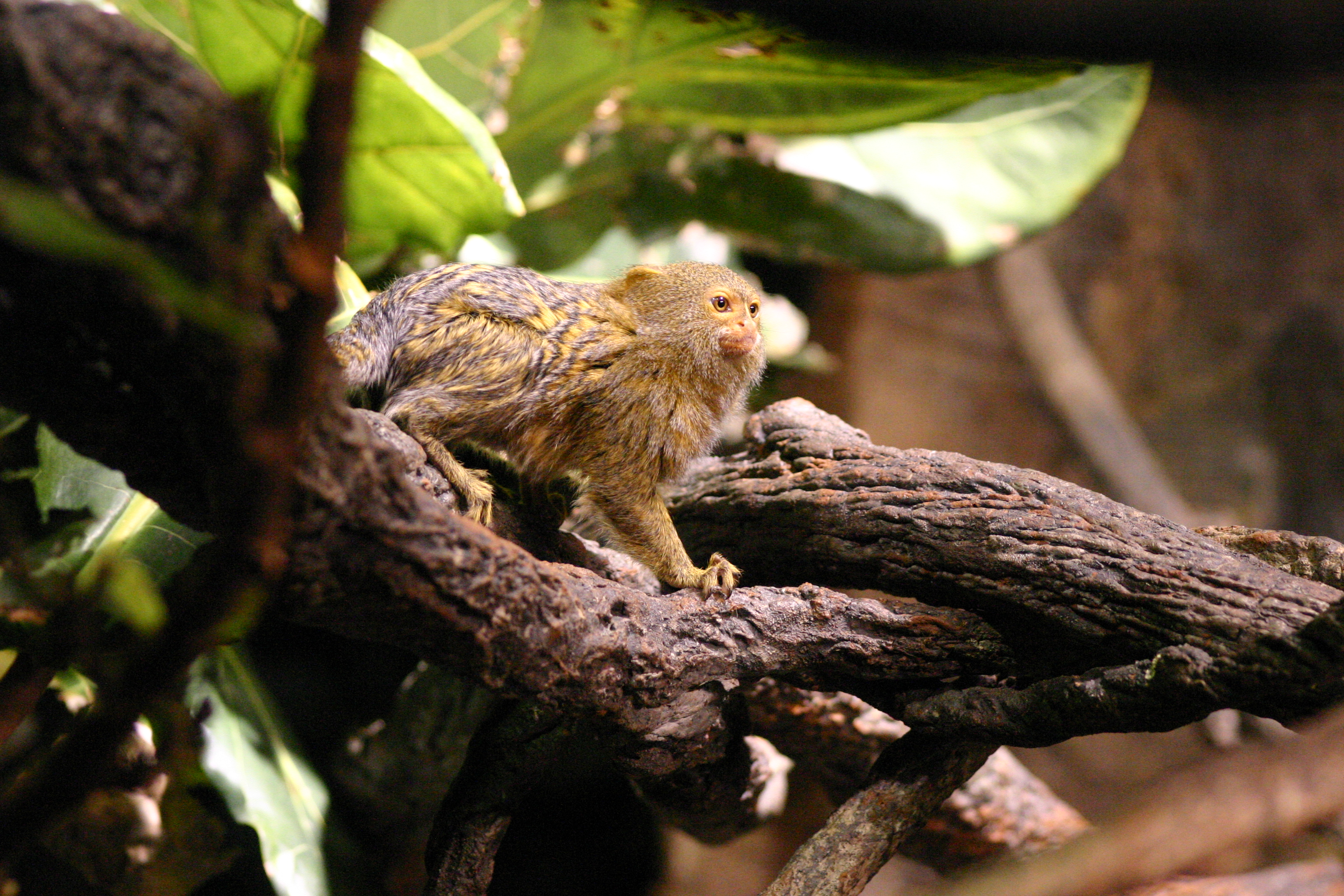
樹上のピグミーマーモセット

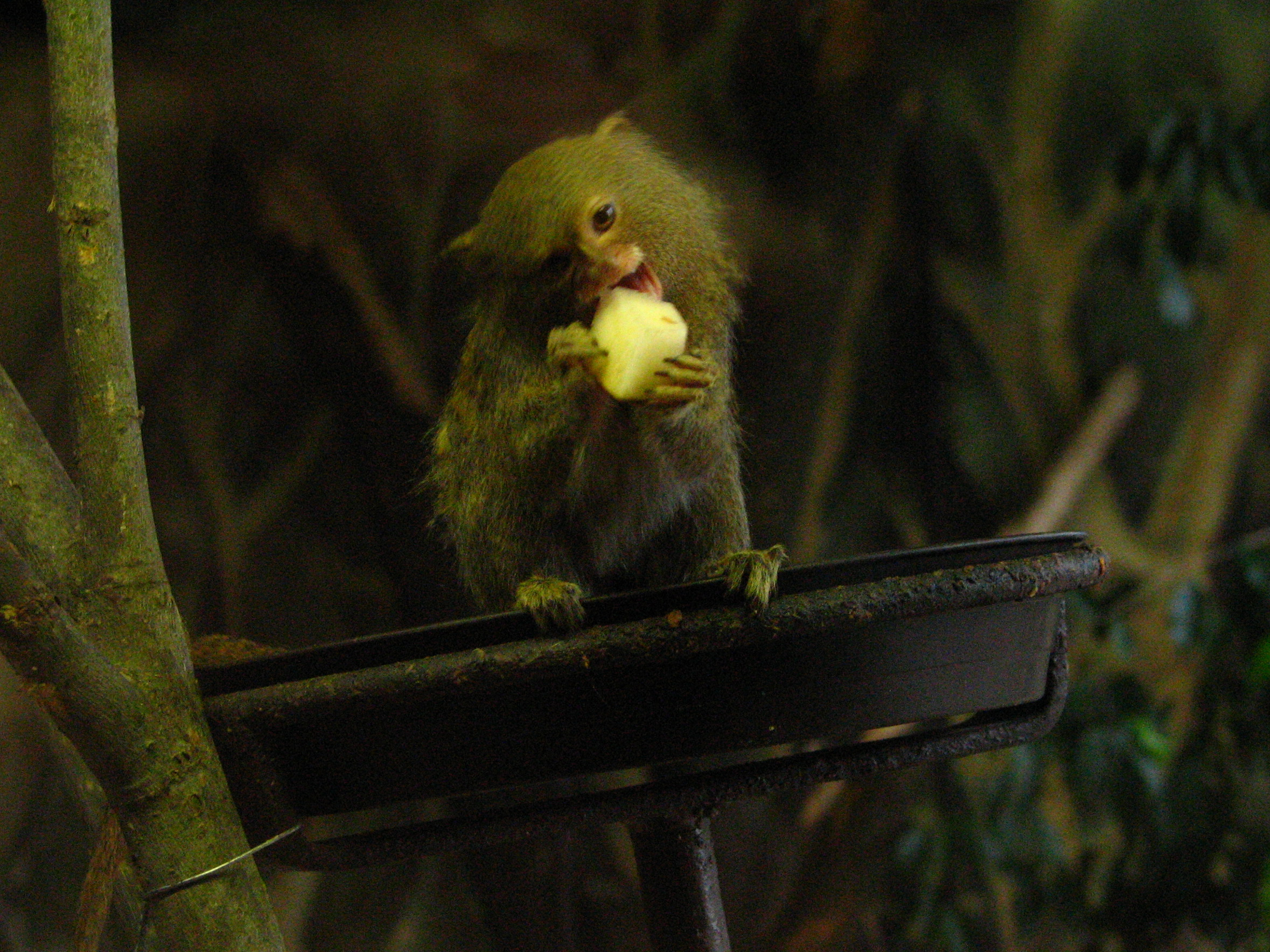
果物を食べる飼育下のピグミーマーモセット

樹木を中心に縄張り（テリトリー）を形成しており、「チッチッ」と聞こえる鳴き声でそれを主張する。樹液を主食としており、総摂取カロリーの70%をこれに頼っているとされる。そのほかにも昆虫などを餌にしている雑食性で、得られるなら果実も稀に食べる。なお、飼育下では、モンキーフード、果実、野菜、昆虫（ミールワーム、コオロギ）などを与える。
樹液の摂取にあたっては、予め樹木の表皮を歯で削り、樹液が滲み出る状態にしておいて、十分に溜まる翌日になってこれを舐め取るという巧みな方法をとる。通常、樹木は、表皮を削っただけでは免疫機能の働きによって樹液の流出は止まるが、本種が歯で削った場合、翌日まで滲み出しが止まらない。これには唾液に含まれる本種に特有の成分が樹液に作用して凝固が阻害されているとの説があるものの、はっきりした理由は解明されていない。
飼育状態では、他のサルたちと同様、噛み付いて物を確かめる習性が顕著である。
飼育下での妊娠期間は19 - 20週間。繁殖は1年に2回。主に1回に2頭の幼獣を産むが、1頭だけ産むこともある。子育ては親と独立前の兄姉の家族で行われる。

## 人間との関係
森林伐採や採掘・アブラヤシなどのプランテーションなどによる生息地の破壊、食用の狩猟やペット用の採取などにより生息数は減少している。1977年にワシントン条約附属書Iに、1979年からは霊長目単位でワシントン条約附属書IIに掲載されている。
IUCNレッドリストでは2020年の時点で、基亜種と亜種C. p. niveiventrisをそれぞれ独立種として分類・判定している。
C. pygmaea キタピグミーマーモセット Northern pygmy marmoset
VULNERABLE (IUCN Red List Ver. 3.1 (2001))

C. niveiventris ミナミピグミーマーモセット Southern pygmy marmoset
VULNERABLE (IUCN Red List Ver. 3.1 (2001))

日本では、草津熱帯圏で一般公開されている。
飼育の際には紫外線ライトが必須である。特に子供の時期には紫外線量が少ないとくる病になりやすくなる。